# Servizio sanitario della Polizia di Stato
La Direzione centrale di sanità del Dipartimento della pubblica sicurezza svolge il servizio di sanità per la Polizia di Stato. Al vertice vi è un dirigente generale medico del ruolo professionale dei sanitari della Polizia di Stato.

## Storia
Per le sue particolari caratteristiche, per i suoi delicati compiti e per il significativo numero di dipendenti, la Polizia di Stato ha avvertito fin da epoche remote, in relazione alle sue origini, l'esigenza di una struttura sanitaria.

### Origini
Alla costituzione del Corpo della regia guardia per la pubblica sicurezza, avvenuta circa mezzo secolo dopo l'unità d'Italia, il Ministero dell'interno avvertì l'esigenza di un'organizzazione sanitaria adeguata all'accertamento dell'idoneità di coloro che aspiravano ad essere arruolati. Pertanto l'incarico fu affidato agli unici che possedevano la mentalità e l'esperienza per tale scopo: gli ufficiali medici del Regio Esercito.
Quando nel 1925 fu creato il Corpo degli agenti di pubblica sicurezza, furono istituite le sale mediche presso le scuole di polizia e presso i reparti di maggiore importanza. Tali strutture sanitarie di Polizia furono affidate sempre ad ufficiali medici dell'allora Regio Esercito, designati dal Ministero della guerra.
Tale organizzazione sanitaria, assunse la veste di un vero e proprio servizio con il regio decreto 1629/1930 intitolato “Approvazione del nuovo regolamento per il Corpo degli agenti di pubblica sicurezza”.
Nel decreto venne capillarizzata l'organizzazione con i medici incaricati nominati dal Ministero dell'interno su proposta del prefetto; la nomina doveva ricadere su coloro che prestavano servizio come ufficiali medici della M.V.S.N. o su coloro che avevano prestato servizio come ufficiale medico del Regio Esercito.
Vennero istituite sale mediche anche per i reparti inferiori a 60 uomini e venne stabilito che “I direttori delle scuole e i Questori dovranno porre a disposizione del sanitario, per il numero di ore che sarà necessario, un agente che abbia possibilmente qualche nozione di infermieristica".
La Direzione del Servizio sanitario a livello centrale venne codificata nel 1935, con il decreto 7270, avente come titolo “Riorganizzazione del Servizio Sanitario per il Corpo degli Agenti di P.S.”
Attraverso questo decreto si istituì il direttore del servizio e le modalità di avanzamento di carriera.

### Dopoguerra
Dal 1944 il Corpo fu trasformato in “Corpo delle guardie di pubblica sicurezza”, militarizzato e integrato nelle forze armate dello Stato e, con decreto 15/1948, fu stabilita anche l'assunzione in servizio temporaneo di polizia di ufficiali medici dell'Esercito Italiano, i quali furono assegnati non solo alle scuole, ma anche ai reparti provinciali e ai reparti ad inquadramento diretto.
Fu emanata, nel 1958, una circolare intitolata “Ordinamento del Servizio Medico di Polizia” che istituiva l'ufficio medico centrale” e delineava dettagliatamente le funzioni dei sanitari e le loro attribuzioni.
Il "Servizio Sanitario della Polizia" fu istituito con la legge 885 del 1962, che diede vita al Ruolo degli ufficiali medici di polizia del Corpo delle guardie di P.S. Nel 1965 fu bandito il primo concorso per medici di Polizia e, grazie allo status acquisito dopo il corso di formazione presso l'allora Accademia di polizia i nuovi “ufficiali medici di polizia” vennero chiamati anche da altre forze di polizia. Si trattava di un ruolo di 80 medici ai quali erano attribuite le qualifiche di ufficiale di pubblica sicurezza e ufficiale di polizia giudiziaria; un ruolo che doveva soddisfare le esigenze operative del Corpo su tutto il territorio nazionale.
Questo Ruolo fece fronte per 20 anni alle esigenze ai compiti previsti e alle esigenze crescenti della Polizia:
- compiti assistenziali presso i vari reparti;
- presenza alle attività addestrative;
- compiti medico-legali;
- visite di controllo sul personale del Corpo;
- visite di arruolamento;
- compiti di ordine pubblico e polizia Giudiziaria;
- interventi per pubbliche calamità;
- visite per conto dell'autorità giudiziaria;
- commissioni mediche ospedaliere presso gli ospedali militari;
- commissioni mediche di 2^ istanza e al Collegio medico legale della difesa.

### Il servizio dopo la riforma
Per le esigenze operative di polizia e, in generale, di supporto del Ministero dell'interno, nell'ambito dell'Amministrazione della pubblica sicurezza, così come previsto dalla legge di riforma della Polizia di Stato (l. 121/1981), tramite i DD.P.R. 337 e 338 del 1982, vennero istituiti i ruoli professionali dei sanitari della Polizia di Stato e i ruoli tecnici della Polizia di Stato (servizio sanitario).
La direzione centrale di Sanità, all'interno del dipartimento della Pubblica sicurezza venne istituita nel 1990 acquisendo tutte le funzioni e le attribuzioni proprie del precedente ufficio denominato "Servizio Sanitario Centrale".
Sul territorio sono stati previsti i "Centri sanitari polifunzionali di Milano, Napoli, Palermo, e i Coordinamenti sanitari di Torino, Milano, Venezia, Firenze, Roma, Napoli, Catania.

## Direttore
Dal luglio 2014 direttore centrale di sanità è Roberto Santorsa che ha sostituito il dirigente generale medico Giovanni Cuomo, che era direttore dal 2008. Dal 2018 il Direttore Centrale di Sanità è il Dirigente Generale Medico Fabrizio Ciprani.Dal 2024, per la prima volta nella storia della sanità della Polizia di Stato, il Direttore centrale di sanità è una donna, Dirigente Generale Medico Clementina Moschella.

## Ruoli

### Medici
Il ruolo professionale prevede sei qualifiche, tre dirigenziali e tre direttive:
- dirigente generale medico.[5]
- dirigente superiore medico;
- primo dirigente medico;
- medico superiore (vicequestore)
- medico capo (vicequestore aggiunto);
- medico principale (commissario capo)
- medico (commissario)

### Sanitari
Per ciò che concerne il settore tecnico-sanitario, il personale è suddiviso in 12 qualifiche equiparate alle parallele qualifiche dei ruoli che svolgono funzioni di polizia.
In questa suddivisione, sebbene gli infermieri siano in possesso di laurea o titolo ad esso equipollente, e per svolgere le funzioni di coordinatore infermieristico (ex caposala) è necessario un titolo post laurea (master), si collocano rispettivamente solo a partire dal ruolo dei sovrintendenti e degli ispettori tecnici (precedentemente denominati revisori e dei periti), con possibilità di carriera, previo concorso, fino alla qualifica di sostituto commissario tecnico (precedente sostituto direttore tecnico).
Con omologo inquadramento, la Polizia di Stato è dotata di tecnici di neurofisiopatologia, fisioterapisti, tecnici sanitari di laboratorio biomedico, tecnici sanitari di radiologia medica.
Alla tabella sottostante vanno aggiunte, per ogni categoria di ruolo, la qualifica di Coordinatore a livello apicale (Assistente Capo Tecnico Coordinatore, Sovrintendente Capo Tecnico Coordinatore, Sostituto Commissario Tecnico Coordinatore).
| Qualifiche Ruoli tecnici di sanità | Distintivo di qualifica | Qualifiche ruoli ordinari |
| ---------------------------------- | ----------------------- | ------------------------- |
| Agente tecnico                     | Nessun distintivo       | Agente                    |
| Agente Scelte Tecnico              |                         | Agente scelto             |
| Assistente tecnico                 |                         | Assistente                |
| Assistente capo tecnico            |                         | Assistente capo           |
| Vice sovrintendente tecnico        |                         | Vice sovrintendente       |
| Sovrintendente tecnico             |                         | Sovrintendente            |
| Sovrintendente Capo tecnico        |                         | Sovrintendente capo       |
| Vice Ispettore Tecnico             |                         | Vice ispettore            |
| Ispettore Tecnico                  |                         | Ispettore                 |
| Ispettore Capo Tecnico             |                         | Ispettore capo            |
| Ispettore Superiore Tecnico        |                         | Ispettore superiore       |
| Sostituto commissario tecnico      |                         | Sostituto commissario     |